# Isabella Acres
Isabella Acres (Atlanta, Georgia, 21 de febrer de 2001) és una actriu infantil estatunidenca, que interpretà Rose a Better Off Ted, i que va descobrir que li agradava actuar en els teatres de nens Applause for Kids. Després va anar a viure a Los Angeles.

## Televisió
Acres és més coneguda pel seu paper actual com Rose a Better Off Ted, la filla de set anys de Ted Jay Harrington que sovint és la persona més madura a casa seva i lloc de treball. La primera temporada acabava l'agost de 2009, amb una segona part pel gener de 2010.
Acres també va aparèixer a un episodi de Monk el 2007, i en episodis de The Mentalist on interpreta la filla de Patrick Jane Simon Baker i al show de televisió Hannah Montana. Acres va ser nominada per a la Millor Actuació en una Sèrie TV, als premis Young Artist 2009 per a la seva actuació a The Mentalist.
| Any       | Televisió        | Paper            | Episodi/Notes                               |
| --------- | ---------------- | ---------------- | ------------------------------------------- |
| 2007      | Monk             | Other Child      | "Mr. Monk and the Man Who Shot Santa Claus" |
| 2008      | The Mentalist    | La filla de Jane | "Redwood"                                   |
| 2008      | Hannah Montana   | noieta           | "Killing Me Softly with His Height"         |
| 2009      | Phineas and Ferb | Katie            | "Bubble Boys"                               |
| 2009      | Phineas and Ferb | Katie            | "Isabella and the Temple of Sap"            |
| 2009      | Phineas and Ferb | Katie            | "Thaddeus and Thor"                         |
| 2009      | Phineas and Ferb | Katie            | "De Plane! De Plane!"                       |
| 2009-2010 | Better Off Ted   | Rose Crisp       |                                             |

## Cinema
Isabella Acres va posar la seva veu a Horton Hears A Who! per a veus addicionals.
| Any  | Pel·lícula                        | Paper              | Notes         |
| ---- | --------------------------------- | ------------------ | ------------- |
| 2007 | 30 Days of Night                  | Petita Noia Vampir |               |
| 2007 | Fred Claus                        | Noia               |               |
| 2007 | Life with Fiona                   | Noia Que Balla     |               |
| 2008 | Horton Hears A Who!               | veus addicionals   |               |
| 2008 | The Women                         | veus addicionals   |               |
| 2008 | Four Christmases                  | veus addicionals   |               |
| 2009 | Cloudy with a Chance of Meatballs | veus addicionals   |               |
| 2009 | Scooby-Doo! The Mystery Begins    | veus addicionals   |               |
| 2010 | The Future                        | Gabriella          | postproducció |